# Tongye
Tongye (kinesiska: 铜冶, 铜冶镇) är en köping i Kina. Den ligger i provinsen Henan, i den centrala delen av landet, omkring 170 kilometer norr om provinshuvudstaden Zhengzhou. Antalet invånare är 35 378. Befolkningen består av 16 855 kvinnor och 18 523 män. Barn under 15 år utgör 20,0 %, vuxna 15-64 år 73 %, och äldre över 65 år 5,0 %.
Genomsnittlig årsnederbörd är 641 millimeter. Den regnigaste månaden är juli, med i genomsnitt 220 mm nederbörd, och den torraste är januari, med 5 mm nederbörd.